# El ferrer de Wootton Major
El ferrer de Wootton Major (en anglès: Smith of Wootton Major) és una novel·la publicada per primera vegada el 9 de novembre de 1967 de l'autor britànic J. R. R. Tolkien.
T. A. Shippey, a The Road to Middle-earth, exposa que un dels temes centrals de l'argument és el concepte de "derrota". Tolkien el va descriure com "el llibre d'un home vell", amb el presagi del dol. Certament, la renúncia és un dels temes centrals, però també és l'apreciació d'una visió imaginativa, en contraposició de la visió filistea representada pel vell cuiner Nokes, un home mandrós i poc profund. Nokes és el principal dels no creients, rebutjant tots els components màgics com simples somnis i imaginacions. Al final, té un enfrontament espantós amb el Rei de les Fades, però fins i tot això el manté amb la seva visió.
Shippey també suggereix que, mentre Tolkien estava en contra de veure aquesta història com alegòrica, es pot afirmar que Nokes representa l'aproximació crítica i literària de l'estudi de l'anglès, en contraposició a una aproximació més filològica representada per l'anterior mestre cuiner.